# Борель, Янник
Янни́к Боре́ль (фр. Yannick Borel, род. 5 ноября 1988 года, Пуэнт-а-Питр, Гваделупа, Франция) — французский фехтовальщик на шпагах, олимпийский чемпион 2016 в командной шпаге, пятикратный чемпион мира, шестикратный чемпион Европы, чемпион Европейских игр.

## Биография
Янник Борель родился 5 ноября 1988 года в городе Пуэнт-а-Питр, который находится в заморском регионе Франции. В 10 лет он начал заниматься фехтованием. В 2009 году француз дебютировал на международных соревнованиях.
В 2011 году Янник добился первого крупного успеха: на чемпионате Европы он выиграл золотую медаль в командном первенстве. А затем французский фехтовальщик стал чемпионом мира в командной шпаге.
На Олимпийских играх в Лондоне командной шпаги представлено не было, и на чемпионате мира в командном турнире шпажистов французская команда стала второй. В личном первенстве Янник попал в заявку, но уступил норвежцу Бартошу Пьясецкому в четвертьфинале, сначала выигрывая со счётом 6-2, а затем уступив один укол в борьбе за медаль.
Следующие два сезона француз не выступал на международных соревнованиях. После перерыва он в 2015 году стал чемпионом Европейских игр в командной шпаге. В 2016 году француз вернулся в элиту фехтования на шпагах: он стал абсолютным чемпионом Европы, выиграв золотые медали в личном и командном первенствах. На Олимпийских играх в Рио-де-Жанейро Янник завоевал золотую медаль в командном первенстве.
В 2017 году француз защитил звание чемпиона Европы в личной шпаге, а на чемпионате мира Янник стал двукратным чемпионом мира, победив в командном первенстве. В следующем сезоне французский шпажист доминировал на основных стартах, выиграв золотые медали чемпионатов Европы и мира в личном первенстве. Однако в 2019 году Борелю не удалось повторить успешных результатов в индивидуальных соревнованиях — француз не мог добраться до решающих стадий. Несмотря на неудовлетворительные итоги индивидуального первенства, Янник внёс решающий вклад в победу сборной Франции на чемпионате мира и стал четырёхкратным чемпионом планеты.

## Лучшие результаты

### Олимпийские игры
- Золото — Олимпийские игры 2016 (Рио-де-Жанейро, Бразилия) (команды)

### Чемпионаты мира
- Золото — чемпионат мира 2011 года (Катания, Италия) (команды)
- Золото — чемпионат мира 2017 года (Лейпциг, Германия) (команды)
- Золото — чемпионат мира 2018 года (Уси, Китай)
- Золото — чемпионат мира 2019 года (Будапешт, Венгрия) (команды)
- Серебро — чемпионат мира 2012 года (Киев, Украина) (команды)

### Чемпионаты Европы
- Золото — чемпионат Европы 2011 года (Шеффилд, Великобритания) (команды)
- Золото — чемпионат Европы 2016 года (Торунь, Польша)
- Золото — чемпионат Европы 2016 года (Торунь, Польша) (команды)
- Золото — чемпионат Европы 2017 года (Тбилиси, Грузия)
- Золото — чемпионат Европы 2018 года (Нови-Сад, Сербия)
- Серебро — чемпионат Европы 2018 года (Нови-Сад, Сербия) (команды)

### Европейские игры
- Золото — Европейские игры 2015 года (Баку, Азербайджан) (команды)

## Награды и звания
30 ноября 2016 года было присвоено звание кавалера ордена Почётного легиона.